# Drosera aliciae
Espèce
Classification phylogénétique
Drosera aliciae est une espèce végétale de la famille des Droseraceae. Elle provient d'Afrique du Sud (province du Cap) et pousse sur des mousses et des sables humides dans un climat tempéré. C’est en 1905, en Afrique du Sud dans la région de Bainskloof, que Raymond-Hamet fit la première description en l’honneur d’une certaine Alice.

## Description
C’est une plante terrestre, vivace, de 4 à 6 cm de diamètre. Les feuilles rougissent en fonction de la chaleur et de la lumière à laquelle elle est exposée. Sa croissance a lieu au printemps et en été. Commune à la vente en jardinerie, elle se ressème facilement.
Les feuilles sont en forme de spatule de 2,5 cm de long qui sont disposées en rosette. Elles sont également couvertes de poils glanduleux.
Les fleurs sont de couleur rose pourpre, de 2 cm de diamètre. Elles éclosent sur des hampes florales de 40 cm de haut. La floraison a lieu vers le mois de mai jusqu'au mois d'août.

## Culture
C’est une plante robuste, facile de culture, elle est idéale pour débuter dans la culture des plantes carnivores. Attention cependant aux excès de température et aux moisissures en hiver.
Le substrat idéal est composé de 70 % de tourbe blonde et 30 % de sable. La température idéale est de 10 à 15 °C l’hiver et de 20 à 30 °C l’été, avec une hygrométrie variant de 50 à 80 %. Il faut maintenir le substrat humide toute l’année au moyen d’une soucoupe placée sous le pot, mais réduire l'arrosage et enlever la soucoupe en hiver. Cette espèce demande une exposition directe au soleil.
La multiplication peut se faire par semis ou par bouture de racine. Cette espèce présente une bonne résistance aux parasites et aux maladies mais reste cependant sensible aux pucerons et aux Botrytis.